# Martina Stercken
Martina Stercken ist eine deutsch-schweizerische Historikerin.
Martina Stercken studierte von 1975 bis 1981 Geschichte, Kunstgeschichte und Philosophie an der Rheinischen Friedrich-Wilhelms-Universität Bonn und im Sommersemester 1977 an der Universität Innsbruck. Der Magister Artium folgte 1981 an der Rheinischen Friedrich-Wilhelms-Universität Bonn. Sie absolvierte von 1981 bis 1982 ein Volontariat am Rheinischen Landesmuseum Bonn / Regionalmuseum Xanten. Von 1982 bis 1984 war sie wissenschaftliche Mitarbeiterin am Institut für geschichtliche Landeskunde der Rheinlande. Im Wintersemester 1987/88 wurde sie bei Georg Droege mit einer Arbeit über spätmittelalterliche Landfrieden im Rhein-Maas-Raum promoviert. Von 1998 bis 2001 war sie Oberassistentin am Historischen Seminar der Universität Zürich. Im Wintersemester 2002/03 habilitierte sie sich an der Universität Zürich. Von 2009 bis zu ihrer Pensionierung im Wintersemester 2021 lehrte sie dort als Professorin für Mittelalterliche Geschichte und Vergleichende Landesgeschichte. Sie hatte Gastprofessuren an den Universitäten Luzern (Wintersemester 2006/07), Münster (Sommersemester 2009), Kassel (Wintersemester 2008/09) und Konstanz (Wintersemester 2011/12). Von April bis Juli 2019 war sie Fellow am Max-Weber-Kolleg in Erfurt.
Ihre Forschungsschwerpunkte sind Stadtgeschichte, Herrschaftspraxis, Kartographie und Medialität, also das Schrift-Bild-Verhältnis. In ihrer Dissertation befasste sie sich mit einer vergleichenden Auswertung der rhein-maasländischen Landfrieden des 14. Jahrhunderts. Sie konnte zeigen, dass sich der König weitgehend aus dem territorialen Landfrieden zurückgezogen und der Landfrieden Anteil an der Verfestigung der Landesherrschaft hatte. Für Stercken weist der vielfach als „personale Frieden“ charakterisierte Landfrieden zwischen Maas und Rhein „Tendenzen der Territorialisierung des Friedens, einer zukünftig angezeigten Identität von Staat und öffentlichem Frieden“ auf. Sie befasste sich in mehreren Beiträgen mit der Herrschaftspraxis und den Städten der Habsburger im 13. und 14. Jahrhundert. Ihre Habilitation widmete sich der Erforschung der Kleinstädte im habsburgisch dominierten Raum in der heutigen Nordostschweiz im späten 13. und 14. Jahrhundert.

## Schriften
Monographien
- mit Michel Pauly: Stadtentwicklung im vormodernen Europa. Beobachtungen zu Kontinuitäten und Brüchen (= Mediävistische Perspektiven. Bd. 8). Chronos, Zürich 2019, ISBN 978-3-0340-1549-3.
- Städte der Herrschaft. Kleinstadtgenese im habsburgischen Herrschaftsraum des 13. und 14. Jahrhunderts (= Städteforschung. Reihe A. Bd. 68). Böhlau, Köln 2006, ISBN 3-412-13005-2.
- Königtum und Territorialgewalten in den rhein-maasländischen Landfrieden des 14. Jahrhunderts (= Rheinisches Archiv. Bd. 124). Böhlau, Köln u. a. 1989, ISBN 3-412-00289-5.

Herausgeberschaften
- mit Ute Schneider: Urbanität. Formen der Inszenierung in Texten, Karten, Bildern. Böhlau, Köln u. a. 2016, ISBN 3-412-22272-0.
- mit Bruno Fritzsche, Hans-Jörg Gilomen: Stadtplanung – Planstädte. Chronos Verlag, Zürich 2006, ISBN 978-3-0340-0762-7.